# Liga Revizionistă Maghiară
Liga Revizionistă Maghiară (în maghiară Magyar Revíziós Liga) a fost înființată la 27 iulie 1927 de guvernul de la Budapesta, la 11 august 1927 scriitorul Ferenc Herczeg fiind numit președintele acesteia. Organizația a beneficiat de mari subvenții din partea statului maghiar, colaborând strâns cu acesta în realizarea țelurilor revizioniste. Funcționarii publici erau membri din oficiu ai ligii.
Între august  1927 și octombrie 1940 liga a editat 228 de publicații în nouă limbi, dintre care 124 de cărți erau dedicate Transilvaniei. Între acestea și „Istoria Transilvaniei” în limba germană, pentru a câștiga sprijinul lui Hitler spre a-și putea duce la îndeplinire dorințele sale revizioniste.